# Спекуляция пшеницей
«Спекуляция пшеницей» (англ. A Corner in Wheat, 1909) — американский немой короткометражный художественный фильм Дэвида Гриффита.

## Сюжет
Фильм состоит из последовательности следующих сцен:
1. Обширные поля вспаханной земли. Крестьянин пашет, приближаясь к камере.
2. У фермы. Крестьянин прощается с семьей и отправляется в город, чтобы продать своё зерно.
3. У фермы. Крестьянин возвращается удручённый — цены на зерно снова упали (тот же кадр, что и во второй сцене).
4. Спекулянт у себя в конторе дает распоряжения своим подручным; они застыли как статуи, но, слушая его, постепенно оживляются.
5. На бирже агенты спекулянта внезапно взвинчивают цены на зерно; динамичность этой сцены контрастирует с почти полной неподвижностью предыдущей.
6. В конторе. Агенты спекулянта сообщают ему об удачно проведенной биржевой махинации. Один из его соперников пытается покончить жизнь самоубийством на его глазах.
7. В булочной. Хозяйкам приходится довольствоваться половиной булки, так как цены на муку вдвое повысились. Безработным также выдают вдвое меньше хлеба. Начинаются беспорядки. Полиция жестоко расправляется с толпой.
8. В роскошном салоне спекулянт, празднуя удачную биржевую спекуляцию, пирует с многочисленными гостями.
9. Булочная и толпа безработных (очень короткая сцена).
10. Продолжение пира.
11. Контора спекулянта. Он принимает посетителей.
12. Мукомольный завод. Спекулянт показывает его своим посетителям. Отстав от гостей, он оступается и падает в зернохранилище.
13. Зернохранилище. Струйка зерна непрерывно сыплется на спекулянта.
14. Мукомольный завод. Вернувшиеся назад гости обеспокоены исчезновением хозяина. Его труп вытаскивают из зерновой ямы.
15. Обширные вспаханные поля, показанные в первой картине. Крестьянин сеет.

## Художественные особенности
- «Спекуляция пшеницей» интересна своим параллельным монтажом, а ещё более — своим сценарием, который предвосхищает позднейшие эпизоды «Нетерпимости»[1][2].

## В ролях
- Фрэнк Пауэлл — пшеничный король
- Грайс Хендерсон — жена пшеничного короля
- Джеймс Кирквуд — фермер
- Линда Арвидсон — жена фермера
- Кристи Миллер — отец фермера
- Глэдис Иган — маленькая дочь фермера
- Генри Вольтхолл — помощник пшеничного короля
- Кейт Брюс
- Уильям Батлер
- Карл Крейг
- Эдвард Диллон
- Фрэнк Эванс
- Эдит Хальдеман
- Роберт Харрон
- Рут Харт
- Артур Джонсон
- Генри Лерман
- Джени Макферсон
- Майлз Чарльз
- Оуэн Мур
- Джордж Николс
- Энтони О'Салливэна
- Гертруда Робинсон
- Мак Сеннетт
- Свит Бланш
- Дороти Уэст